# 杉並区立郷土博物館
杉並区立郷土博物館（すぎなみくりつきょうどはくぶつかん）は、東京都杉並区にある博物館。杉並区が運営する博物館の1つで、東京都杉並区の歴史、そこに住む人達の生活や文化などの資料を保存する博物館である。
1989年（平成元年）3月に都立和田堀公園の中に開館した。本館は、2016年（平成27年）3月28日に、リニューアルオープンしている。

## 概要
本館では、「杉並の歴史を知る」という常設展示を行っている。原始・古代から近現代に至るまでの通史的な展示で、原始・古代では 武蔵野の大地と水と人の暮らし、縄文土器など、中世では、江戸と杉並、甲州街道沿いの上高井戸宿のミニチュアなどが展示されている。他に、その一部にすぎなみコレクションと題して、杉並の歴史や文化に関係した所蔵資料を随時更新して展示紹介しているコーナーがある。他に準常設展示ということで、特別展・企画展が開催されていないときに展示されるもので、「杉並文学館」という展示がある。開館から10周年の節目で、開設されたもので、昭和初期から現代まで杉並区に居住した作家たちを紹介するもので、作家たちの自筆原稿、書簡、愛用品などが展示されている。井伏鱒二と『荻窪風土記』、阿佐ヶ谷文士と阿佐ヶ谷会、杉並の作家の３部構成になっている。
他に、2007年（平成19年）に開館した分館がある。杉並区立天沼弁天池公園の中にあった西武ゴルフ株式会社が所有していた土地を買収、当時使用されていた建物を改修、再利用している。西館と東館があり、西館に展示室が二室あり、東館には休息スペースがある。

## 区有形文化財
- 旧井口家住宅の長屋門の移築・復元(文化・文政年間の建築と推定されている。
- 旧篠崎家住宅の母屋の移築復元(寛政年間の建築と推定されている。

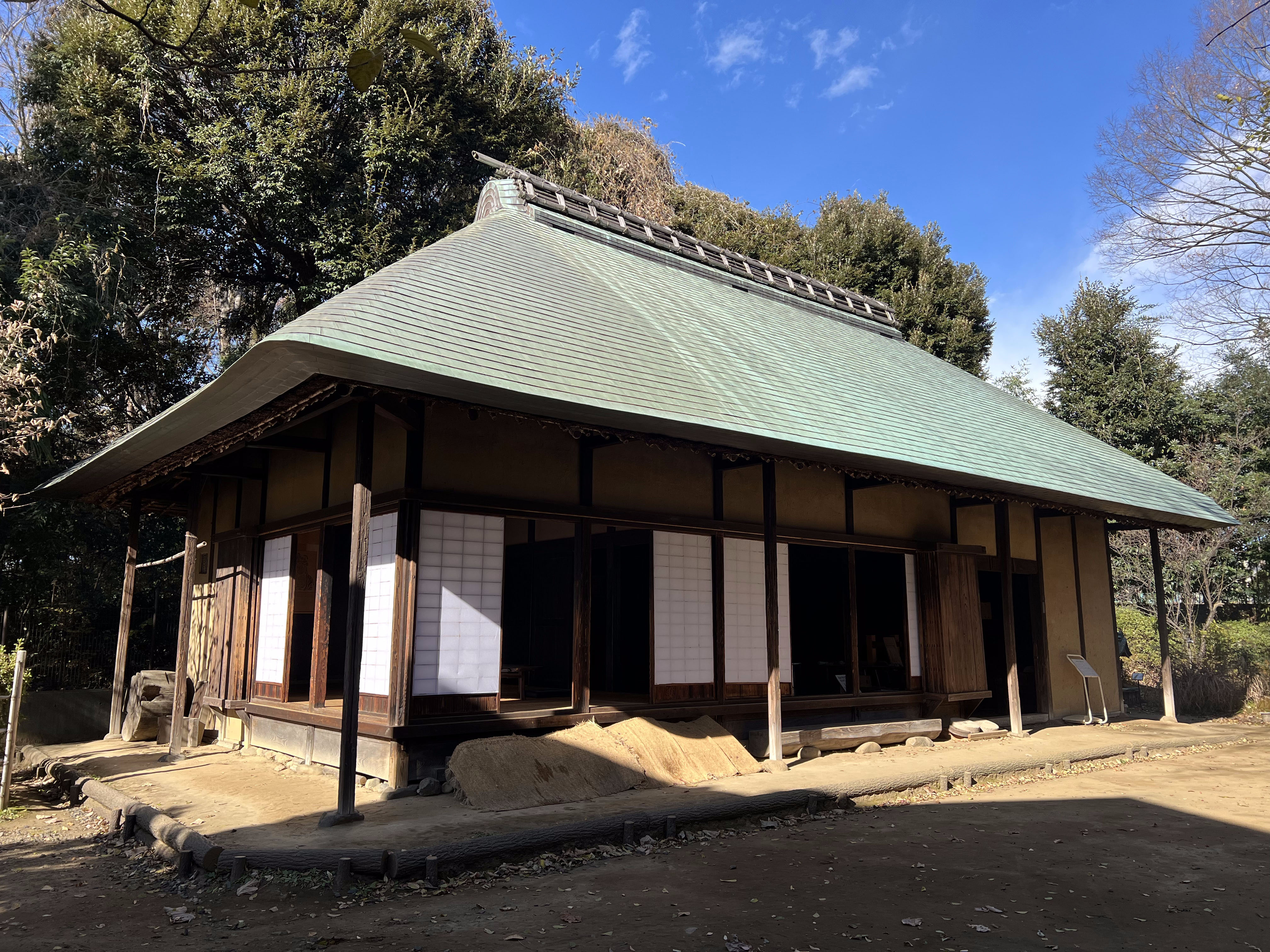
旧篠崎家住宅主屋

## 分館
- 区内の天沼（天沼弁天池公園内）と荻窪（区立西田小学校内）に分館が開設されている。

分館の所在地はこちら。
東京都杉並区天沼3丁目23番1号（天沼弁天池公園内）

## 観覧料
2019年11月6日現在
- 大人 - 通常料金100円/団体料金（20名以上）80円
- 中学生以下 - 無料
- 分館は大人・中学生以下とも無料

## アクセス
（本館）
- 京王井の頭線永福町駅下車徒歩15分、または「高円寺駅」行きバスで都立和田掘公園下車徒歩5分。
- JR中央本線高円寺駅または東京メトロ丸ノ内線新高円寺駅下車、「永福町」行きバスで「都立和田掘公園」下車徒歩5分。
- 東京メトロ丸ノ内線方南町駅より徒歩20分

## 開館時間
- 午前9時～午後5時
- 休館日:毎週月曜日、毎月第3木曜日（祝日・休日の場合は翌日）、年末年始（12月28日 - 1月4日）

## 近在の施設
- 杉並区立済美公園
- 東京都立和田堀公園
- 東京立正短期大学